# حلاق درب الفقراء (فلم)
حلاق درب الفقراء هو فيلم دراما مغربي صدر سنة 1982، من إخراج محمد الركاب، الفيلم مقتبس من مسرحية تحمل نفس العنوان ليوسف فاضل. كان الفيلم الروائي الوحيد للمخرج، وأصبح فيما بعد إحدى الكلاسيكيات الخالدة في تاريخ السينما المغربية. الفيلم من بطولة محمد الحبشي، وتم عرضه في الدورة الأولى للمهرجان الوطني للسينما بالرباط، حيث حضي بإشادة من النقاد، والدورة العاشرة للمهرجان الوطني للسينما (13- 20 ديسمبر 2008 في طنجة) كجزء من سلسلة عن الكلاسيكيات المغربية. دوليًا، عُرض الفيلم في مهرجان القارات الثلاث عام 1983، ومهرجان برلين السينمائي الدولي عام 1982. أدت الديون التي تكبدها لإنتاج فيلمه الطويل الوحيد بالمخرج محمد الركاب إلى السجن.
يحتل الفيلم المركز 41 في قائمة أهم مئة فيلم عربي.

## القصة
ميلود حلاق في درب سلطان، وهو حي قديم للطبقة العاملة في الدار البيضاء. يضطر القدر صديقه حميدة بشدة للهجرة من الريف إلى المدينة بعد أن تبرأ منه والده. منذ ذلك الحين، كان يعيش حميدة من خلال سرقات صغيرة، الأمر الذي أدى بالفعل إلى سجنه وجر على صديقه ميلود أيضًا للمشاكل. بينما ميلود متوتر ويائس بشأن أنشطة صديقه غير المشروعة، يواجه ظلم رجل أعمال ثري يحكم الحي بعد أن يتمكن من طرد الحلاق وزوجته من صالونهم لبناء مدرسة قرآنية، يحث حميدة صديقه ميلود على الرد لكن بطريقته الخاصة.

## طاقم التمثيل
- محمد الحبشي
- حميد نجاح
- خديجة خمولي
- صلاح الدين بنموسى
- مصطفى سلمات
- عمر شنبوط
- نور الدين بكر

## وصلات خارجية
- مقالات تستعمل روابط فنية بلا صلة مع ويكي بيانات